# Epuraea guttata
Epuraea guttata är en skalbaggsart som först beskrevs av Olivier 1811.  Epuraea guttata ingår i släktet Epuraea, och familjen glansbaggar. Enligt den finländska rödlistan är arten nära hotad i Finland. Arten är reproducerande i Sverige. Artens livsmiljö är naturlundskogar.